# Ырчах (озеро)
Ырчах — озеро в Усть-Майском улусе Якутии, Россия. Расположено в межгорной долине западных отрогов хребта Сунтар-Хаята в труднодоступной местности на высоте 700-703 м над уровнем моря.
Форма озера вытянута в меридиональном направлении, выделяются три котловины, отделённые между собой узкими проливами. Площадь поверхности — 9,9 км². Площадь водосборного бассейна — 563 км². Общая длина водоёма — 12 км, максимальная ширина в северной части — 1,4 км, при этом в самой узкой южной части ширина водоёма не превышает 70 м.
Через озеро протекает река Ырчах (впадает на севере и вытекает на юге), приток реки Аллах-Юнь. Помимо неё, в озеро впадает ещё несколько ручьёв и рек (Девокалчан, Дарган и другие). Берега крутые, особенно восточные, где высота окрестных гор достигает отметки 1726 м.
Населённые пункты на озере отсутствуют. Ближайший населённый пункт, посёлок Джебарики-Хая, находится в 163 км к северо-западу.
Код водного объекта в государственном водном реестре — 18030600711117300000351.